# Єгоров Єгор Єгорович
Єго́р Єго́рович Єго́ров  (справжнє ім'я — Гео́ргій; 22 липня (3 серпня) 1877, Москва — 15 лютого 1949, Єкатеринбург) — російський співак (бас), педагог, викладач Музично-драматичної школи Миколи Лисенка (1910—1912) в Києві, заслужений діяч мистецтв РРФСР (1948).

## Життєпис
1902 — закінчив Московську консерваторію (клас В. Зарудної).
1902—1904 — соліст Опери Солодовникова (Москва).
1904—1906 — соліст Київської опери.
1906—1908 — соліст Большого театру в Москві.
1908—1910 співав в Одесі й Тифлісі.
1910 через хворобу залишив сцену.
1910—1912 — викладач вокалу в Музично-драматичній школі М. Лисенка в Києві.
1912—1915 давав приватні уроки у Києві. 1916—1919 — професор Київської консерваторії.
1919—1922 — викладав в Таганрозькій, 1922—1932 — в Московській консерваторіях (водночас керував вокальними курсами Державного інституту музичної науки і викладав у Театральному технікумі в Москві).
Від 1933 року — у Свердловську: викладач Музичного училища, 1934 — серед організаторів Консерваторії (1934—1935 — заступник ректора, 1935—1949 — засновник і завідувач кафедрою сольного співу).
З 1944 — доктор мистецтвознавства, з 1939 — професор. 1948 — заслужений діяч мистецтв РРФСР.
В його концертному репертуарі — романси О. Бородіна, Ц. Кюї, М. Римського-Корсакова.
В квартеті з М. Бочаровим, С. Варягіним, В. Селявіним виконував твори Моцарта, Шуберта, Шуманна та ін.
Серед партнерів Єгорова: Н. Єрмоленко-Южина, Н. Забіла-Врубель, А. Нежданова, Л. Собінов, Ф. Шаляпін.
Серед його учнів — В. Борисенко, Г. Воробйов, О. І. Єгорова (його дружина), І. Жадан, А. Халилєєва.

## Партії
- Невідомий («Аскольдова могила» О. Верстовського)
- Сусанін («Життя за царя» М. Глінки)
- Рене («Іоланта» П. Чайковського)
- Мельник («Русалка» О. Даргомижського)
- Чесний відлюдник («Сказання про невидимий град Кітеж» М. Римського-Корсакова, Перше виконання)
- Мефістофель («Фауст» Ш. Ґуно)